# 베를린 티어가르텐역
베를린 티어가르텐역(Bahnhof Berlin-Tiergarten)은 베를린 미테구 한자피어텔에 위치한 베를린 S반의 철도역이다. 6월 17일 거리의 북쪽에 있으며, 승강장은 바흐슈트라세(Bachstraße)와 평행하게 설치되어 있다. 티어가르텐의 서쪽 끝에 위치해 있다. 역 동쪽에는 국제건축박람회의 일부로 건설된 베를린 파빌론(Berlin-Pavillon)이 있으며, 2005년 이후에는 버거킹이 입점해 있다.
역 건물과 도심선 고가교는 베를린의 건축유산으로 지정되어 있다.

## 역사
베를린 도심선 개통 약 3년 후인 1885년 1월 5일 티어가르텐 정거장(Haltestelle Thiergarten)으로 개업했다. 근교선 열차만 정차하는 역으로 개업했고 섬식 승강장 1개만 설치되어 있었다. 1880년대에 당시 독립시였던 샤를로텐부르크의 경계선 인근이었던 한자피어텔이 개발되면서 택지 지구의 주요 철도역으로 기능하게 되었다. 대합실은 그륀더차이트 양식으로 설계되었으며, 천장은 아연판으로 마감되었다.
1928년 6월 11일에는 도심선의 근교선이 전철화되었고, 1936년에는 역이 개축되었다. 과거 건축된 대합실이 철거되었고 철제 기둥으로 지지되는 단순한 형태의 천장으로 대체되었다. 재건축 당시에는 나치 건축 양식으로 지어졌다.
1994년 10월 30일부터 1996년 11월 11일까지 도심선 고가교 개보수공사로 역 운영이 중단되었다. 2009년 7월 19일에는 역 북동쪽에 건넘선이 설치되면서 운전 취급이 가능하게 되었다.
2016년 초부터 1인 승무용 ZAT-FM이 도입되었다.

## 인접 정차역
베를린 버스 N9번은 야간에만 이 역 근처에 정차한다.
| 베를린 S반                 | 베를린 S반 | 베를린 S반                        |
| -------------------------- | ---------- | --------------------------------- |
| 동물원 슈판다우 방면       | S3         | 벨뷔 에르크너 방면                |
| 동물원 베스트크로이츠 방면 | S5         | 벨뷔 슈트라우스베르크 노르트 방면 |
| 동물원 포츠담 방면         | S7         | 벨뷔 아렌스펠데 방면              |
| 동물원 슈판다우 방면       | S9         | 벨뷔 BER 공항 방면                |

## 참고 문헌
- Jürgen Meyer-Kronthaler, Wolfgang Kramer (1998). 《Berlins S-Bahnhöfe. Ein dreiviertel Jahrhundert》. Berlin: be.bra. ISBN 3-930863-25-1.
- Kgl. Pr. Minister d. öffentl. Arbeiten, 편집. (1982). 《Berlin und seine Eisenbahnen 1846-1896》. Berlin: Springer. 330쪽. ISBN 3-88245-106-8.
- Berliner S-Bahn-Museum, 편집. (2002). 《Die Stadtbahn. Ein Viadukt mitten durch Berlin. Baugeschichte von 1875 bis heute》. Berlin: GVE. ISBN 3-89218-046-6.